# Asbest in Asphaltfahrbahnbelägen
In der Vergangenheit wurde Asbest in Straßenbelägen als Zuschlagstoff eingesetzt. Nach Bekanntwerden des Gefährdungspotentials wurde der Einsatz von Asbestmineralien länderspezifisch schrittweise ab Ende der 1970er Jahre eingeschränkt und später generell verboten. Heute müssen bei Straßenbauarbeiten Arbeitsschutzmaßnahmen ergriffen werden, um die in unmittelbarer Umgebung tätigen Personen vor der Einwirkung von lungengängigen Asbestfasern zu schützen.

## Einführung in die Problematik

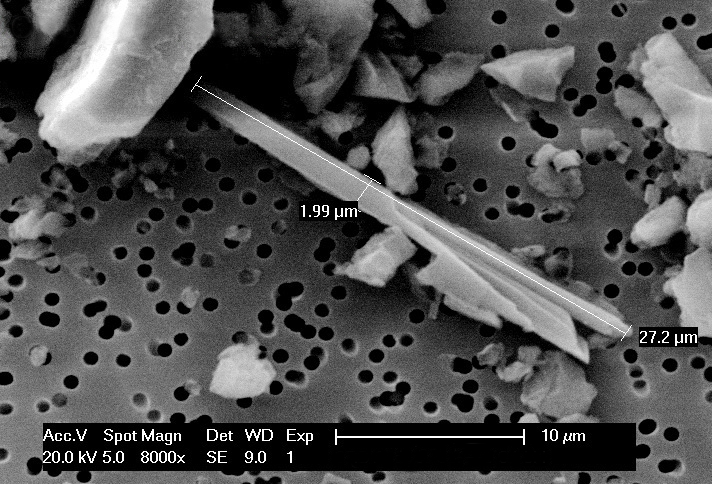
Amphibolasbest (Aktinolith) auf einem Kernporenfilter

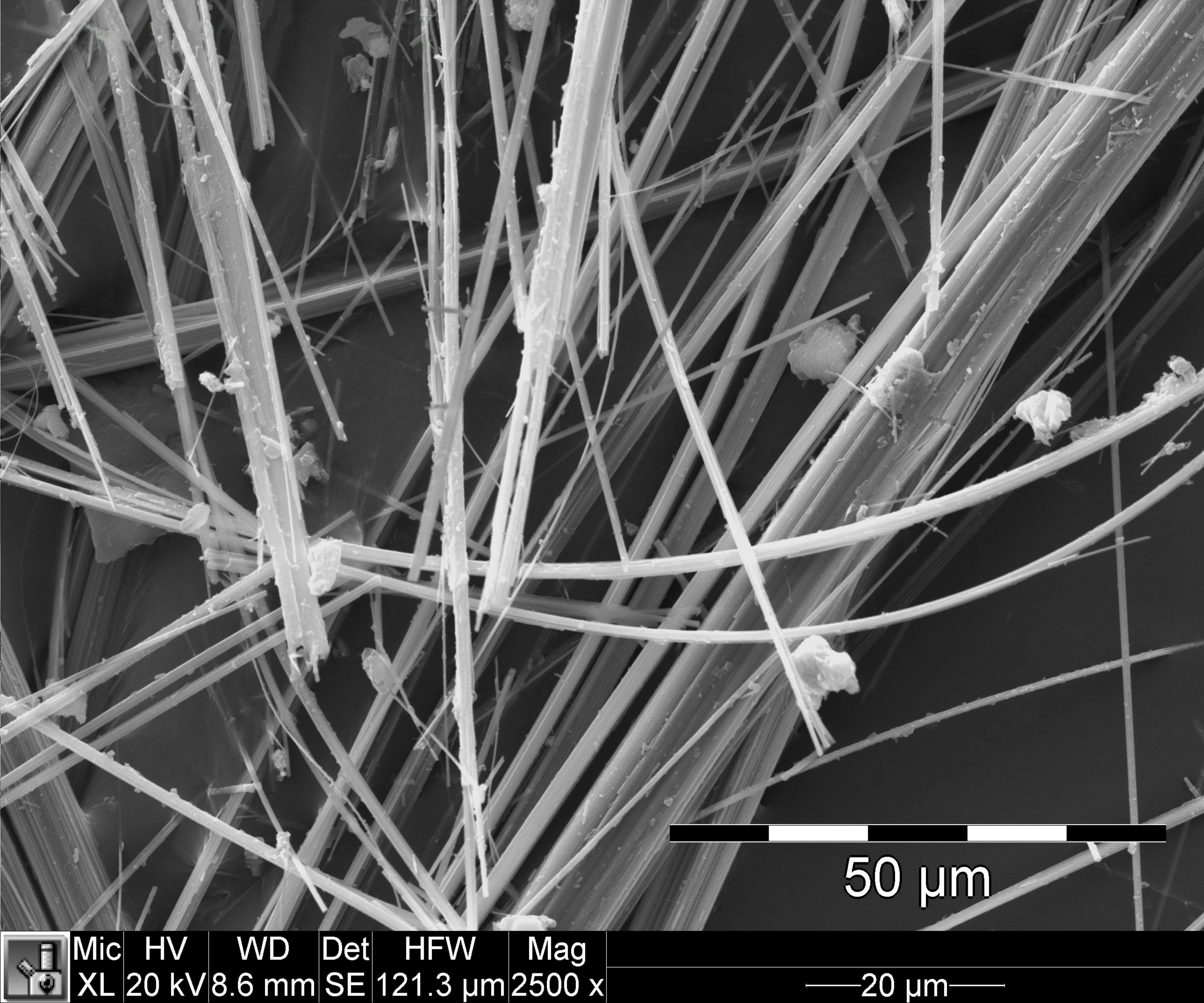
Amphibolasbest (Amosit)

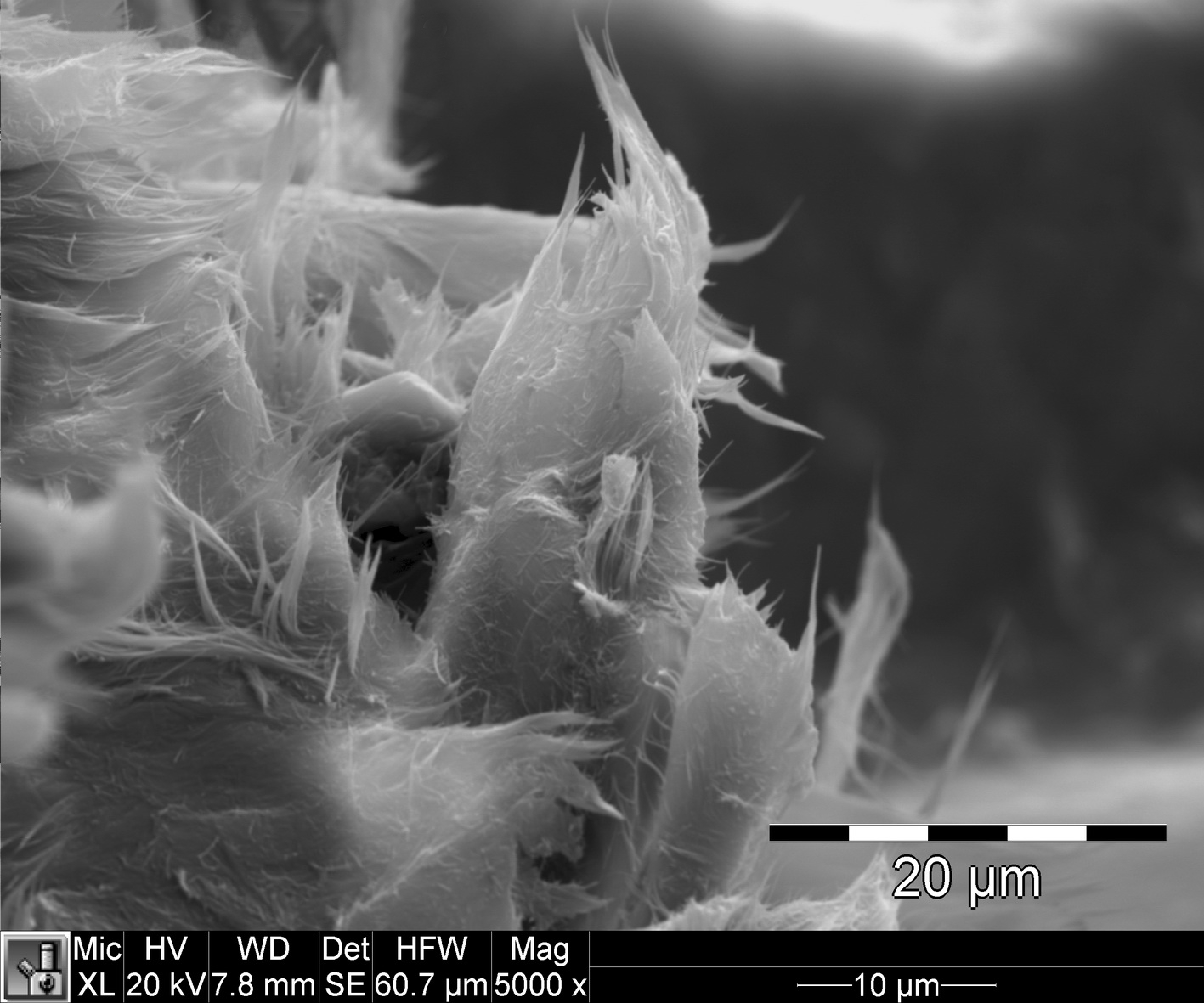
Asbestfasern (Chrysotil) in Bitumen

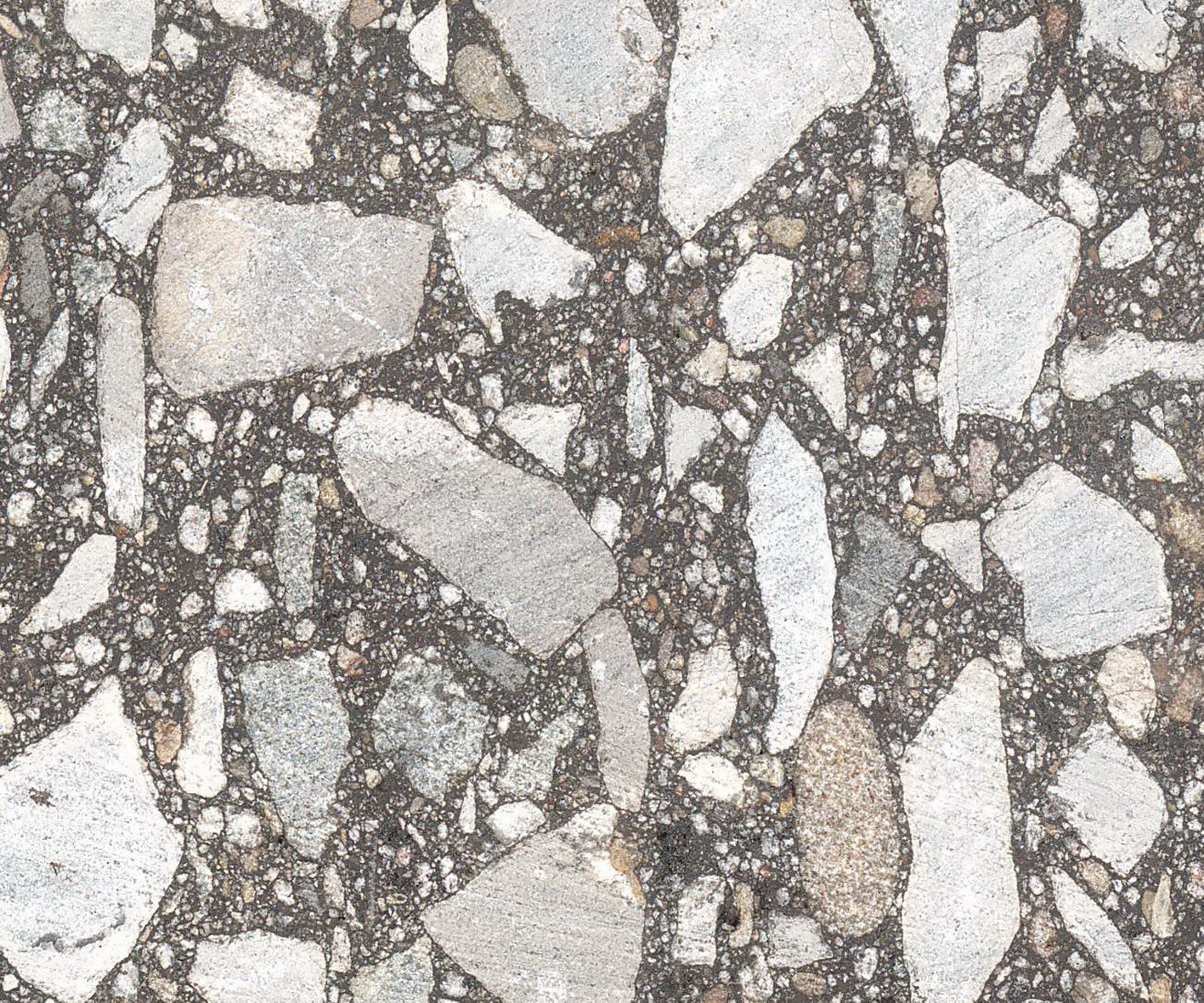
Querschnitt durch einen Asphaltbohrkern, Bildbreite ca. 5 cm

Bereits in den 1970er-Jahren wurde man in der Öffentlichkeit auf die Problematik der Freisetzung von Asbestfasern aus Asphalt-Straßenbelägen aufmerksam.
Die Asphalt-Fahrbahndecken bestehen aus einer Mischung des Bindemittels Bitumen sowie Splitt aus natürlichen Gesteinen. Insbesondere für die hoch beanspruchte Deckschicht werden häufig basische, magmatische Gesteine wie Basalt, Diabas oder Gabbro verwendet.
Diese Gesteine können natürliche Anteile an Asbestmineralen aus der Familie der Amphibole wie Aktinolith, Tremolit, Anthophyllit oder Amosit (Grunerit) enthalten. In der Vergangenheit wurde gelegentlich Chrysotilasbest (Weißasbest) Asphalten für besonders beanspruchte Straßenabschnitte wie Kreuzungen zugesetzt. Die in den Fahrbahnbelägen nachgewiesenen Asbestarten sind in der Regel durch eine stängelige bis prismatische Ausbildung der Asbest-Minerale charakterisiert. Bei mechanischer Beanspruchung (z. B. Fräsen) können splitter- und faserförmige Partikel freigesetzt werden, die gemäß den WHO-Kriterien: L > 5 µm, D < 3 µm, L: D > 3: 1 als alveolen-(lungen-)gängige Fasern bewertet werden.
Beim Kaltfräsen von Verkehrsflächen, bei der Wiederaufbereitung (Recycling) des Asphaltes und der Wiederverwendung im Straßenbau können durch mechanische Beanspruchung 15.000 bis 150.000 Asbestfasern je Kubikmeter Luft freigesetzt werden und zu einer Gesundheitsgefährdung von Arbeitern, Anwohnern und Verkehrsteilnehmern führen.
Aufgrund der gesundheitsschädlichen Wirkung von Asbestfasern wurde die Verwendung von Asbest in Deutschland seit 1979 schrittweise eingeschränkt, bis 1993 ein generelles Verbot der Herstellung und des In-Verkehr-Bringens von Asbest gemäß der Chemikalien-Verbotsverordnung in Kraft trat. In der Schweiz trat ein generelles Verbot des Einsatzes von Asbestwerkstoffen im Jahr 1989 in Kraft, die EU erließ 1999 ein totales Verbot, welches 2005 in Kraft trat.

### Rechtliche Bestimmungen
In Deutschland regelt die Technische Regel für Gefahrstoffe (TRGS) 517 alle Tätigkeiten mit potenziell asbesthaltigen mineralischen Rohstoffen und daraus hergestellten Zubereitungen und Erzeugnissen. Dort heißt es:
- Als Asbestfasern werden solche Fasern bezeichnet, die nach ihrer Zusammensetzung den 6 Asbestmineralen zuzuordnen sind. Es ist dabei unerheblich, ob eine Asbestfaser aus einem faserförmigen oder nicht faserförmigen Vorkommen eines Asbestminerals freigesetzt wurde.[5]

Als potentiell asbesthaltig sind laut Anlage 1 zur TRGS 517 insbesondere folgende Gesteinsarten zu betrachten:
- Ultrabasite/Peridotite (z. B. Dunit, Lherzolith, Harzburgit)
- Basische Effusiva (z. B. Basalt, Spilit, Basanit, Tephrit, Phonolith)
- Basische Intrusiva (z. B. Gabbro, Norit, Diabas)
- Metamorphe und metasomatisch überprägte Gesteine (z. B. metasomatische Talk-Vorkommen, Grünschiefer, Chlorit- und Amphibolschiefer/-fels (Bsp.: Nephrit), Serpentinit, Amphibolit)

Die TRGS 517 führt alle Gesteine auf, bei deren Gewinnung, Aufbereitung, Wiederaufbereitung, Weiterverarbeitung und Wiederverwertung mineralischer Rohstoffe aus den geologischen Rahmenbedingungen nicht mit dem Auftreten von Asbest von mehr als 0,1 vom Hundert zu rechnen ist, so dass das Herstellungs- und Verwendungsverbot gemäß § 18 i. V. m. Anhang IV Nr. 1 Abs. 2 Ziffer 3 GefStoffV nicht berührt ist.
Es wird jedoch ausgeführt, dass auch bei der Unterschreitung des Massengehalts an Asbest von 0,1 vom Hundert eine Exposition gegenüber Asbestfasern auftreten kann, welche die gesetzlich vorgeschriebenen Schutzmaßnahmen erfordert. In Untersuchungen der Splittfraktionen von Asphalten wurde festgestellt, dass insbesondere in Gabbros und Noriten stellenweise WHO-Faser-Konzentrationen >0,1 %, Gesamt-Faserkonzentrationen bis 0,5 % und Gesamt-Asbestgehalte (faserförmige und nicht-faserförmige Partikel) im Bereich mehrerer Prozent-Punkte auftreten können.
Auch in Österreich wurden die Gesetzmäßigkeiten zum Verbot der Verwendung von Asbest und die daraus resultierenden Arbeitsschutzbestimmungen ab 1990 stufenweise umgesetzt. Die Richtlinie 83/477/EWG des Europäischen Rates vom 19. September 1983 über den Schutz von Arbeitnehmern gegenüber Gefährdungen durch Asbest am Arbeitsplatz, zuletzt 2003 geändert wurde 2006 in nationales österreichisches Recht umgesetzt. In der Schweiz ist am 1. März 1989 ein umfassendes Asbestverbot in Kraft getreten.

## Umsetzung in der Praxis

### Bestimmung von Asbestgehalten im Splitt
Im Splitt aus Gesteinen, die als potentiell asbesthaltig eingestuft werden, muss vor der Verwendung, Weiterbearbeitung oder Recycling der Gehalt lungengängiger Asbest-(WHO-)fasern mit einem standardisierten Verfahren des Instituts für Arbeitsschutz der Deutschen Gesetzlichen Unfallversicherung (BIA-Verfahren 7487) bestimmt werden.
Dazu werden Bohrkerne vorliegender Asphalt-Proben gebrochen und homogenisiert, der Bitumen- und Teer-Anteil durch Glühen oder Lösen extrahiert. Anschließend wird das Material auf Korngrößen < 100 µm vermahlen und eine Teilmenge des Probenpulvers in destilliertem Wasser suspendiert. Das Wasser wird filtriert und der beaufschlagte Filter rasterelektronenmikroskopisch / röntgenmikroanalytisch untersucht. Mit einer hohen Nachweisempfindlichkeit von 0,008 Gew.-% lassen sich so geringe Asbestgehalte bestimmen. Liegt die (WHO-)Asbestfaserkonzentration > 0,008 Gew.-%, so sind beim Umgang mit dem Material entsprechende Schutzmaßnahmen einzuleiten. Bei einer Gesamt-Asbestkonzentration > 0,1 Gew.-% gilt laut GefStoffV ein Verwendungsverbot, und das Material muss als asbesthaltiger Abfall gesondert entsorgt werden.

### Konsequenzen für Arbeiten im Straßenbau
Besonders bei Fräsarbeiten von Asphaltfahrbahndecken können große Mengen an Asbestfasern freigesetzt werden. Der Gesetzgeber schreibt vor, dass geeignete Maßnahmen ergriffen werden müssen, um die Baustellenarbeitskräfte und die Bevölkerung wirkungsvoll vor der Exposition zu schützen. Zu solchen Maßnahmen gehören, u. a. das Absperren der unmittelbaren Frässtelle, verbunden mit einem Betretungsverbot für Passanten und Baustellenarbeitskräften, die keine geeignete Schutzkleidung tragen, Ausführung der Fräsarbeiten, ausschließlich im Nassfräsverfahren mit Wasser oder Schaum und grundsätzlich eine abschließende Nassreinigung. Im bebauten Gebieten ist darüber hinaus die Bevölkerung im Vorfeld der Arbeiten zu informieren. Im Straßenbau wird die konkrete Umsetzung von TRGS 517 bzw. BIA 7487 unterschiedlich gehandhabt. Zurzeit wird nur in Niedersachsen (teilweise auch in Hamburg und Schleswig-Holstein) nach diesen Regeln auf Asbest geprüft. In anderen Bundesländern (beispielsweise in NRW) geht man grundsätzlich davon aus, dass Asbest in Asphalt enthalten sein kann und ergreift beispielsweise beim Fräsen von Verkehrsflächen (Absaugung, Heiß-, Nassfräsen) Schutzmaßnahmen. Aus den meisten Bundesländern liegen keine Informationen zur Handhabung der TRGS 517 beim Straßenbau vor.